# لوسيل أش
لوسيل أش (بالإنجليزية: Lucille Ash)‏ هي متزلجة فنية أمريكية، ولدت في 26 مايو 1935 في كولورادو سبرينغس في الولايات المتحدة.

## وصلات خارجية
- لوسيل أش على موقع أوليمبيديا (الإنجليزية)